# Лизюков, Пётр Ильич
Пётр Ильи́ч Лизюко́в (2 февраля 1909 год, Гомель, Российская империя — 30 января 1945 год, Восточная Пруссия) — советский военачальник, Герой Советского Союза (1945), полковник.

## Биография
Пётр Ильич Лизюков родился в 1909 году в городе Гомеле в семье сельского учителя. Работал на Гомельском радиозаводе. Родной брат Героя Советского Союза Александра Ильича Лизюкова и командира партизанского отряда Евгения Ильича Лизюкова.

### Семья
Янина Лизюкова (супруга)
1. Альфред Петрович Лизюков (приемный сын)
2. Антуанетта Петровна Лизюкова (дочь)
3. Цезария Петровна Лизюкова (дочь)

### В межвоенный период
В Красной Армии с 1929 года. В 1931 году окончил 1-ю Ленинградскую артиллерийскую школу.
1931—1936 — командовал взводом в 37-м артиллерийском полку, располагавшемся в городе Клинцы Брянской области.
1936—1939 — командир батареи, город Курск.
Избирался депутатом Ленинского районного Совета города Курска.
1940—1941 — командир артиллерийского дивизиона.

### В годыВеликой Отечественной войны
22 июня 1941 года артиллерийский полк, в котором служил П. И. Лизюков, принял бой на реке Западный Буг возле города Сокаль. После гибели командира полка начальник штаба П. И. Лизюков принял командование на себя. Полк с боями отступал до Киева. 17 июля 1941 года принимал участие в контрнаступлении Красной армии на Днепре, после чего около месяца его часть выходила из окружения.
В начале 1942 года майор П. И. Лизюков назначен на должность командира 651-го артиллерийского полка 69-й лёгкоартиллерийской бригады, воевавшей на Юго-Западном фронте.
Участник Сталинградской битвы.
Руководит формированием, а затем обучением 46-й истребительно-противотанковой бригады. В качестве командира этой бригады 1 мая 1944 года направляется на Ленинградский фронт.
В июне 1944 года бригада участвует в освобождении города Выборг.
В конце лета — начале осени после окончания боевых действий с Финляндией бригада под командованием П. И. Лизюкова в сентябре-октябре 1944 года участвует в освобождении городов Таллин и Рига.
46-я истребительно-противотанковая артиллерийская бригада в составе 11-й гвардейской армии (3-й Белорусский фронт) 29 января 1945 года вышла к заливу Фришес-Хафф (в настоящее время Калининградский залив), чем прервала связь по суше с восточно-прусской группировкой.
30 января 1945 года в окрестностях Хайде-Вальдбург (в настоящее время посёлок Прибрежный в черте города Калининград) артиллерийская бригада под командованием П. И. Лизюкова сдерживала контрнаступление противника. Останавливая отступление частей, он организовал оборону, сам лёг за крупнокалиберный пулемёт и открыл огонь по противнику. В этом бою полковник П. И. Лизюков погиб.

### Обстоятельства гибели
Для того чтобы остановить немецкие танки, в спешном порядке на дорогу Хайде-Вальдбург — Зеепотен юго-восточнее поместья Вальдбург был направлен последний артиллерийский резерв 11-й гвардейской армии — 46-я истребительно-противотанковая бригада полковника Петра Ильича Лизюкова, которая по сравнению с другими подразделениями была способна восполнить потери оказавшейся под ударом 26-й гвардейской стрелковой дивизии.
30 января 1945 года погода в окрестностях Хайде-Вальдбурга (в настоящее время посёлок Прибрежный в черте города Калининград) оставалась очень плохой, продолжался сильнейший снежный буран. Чтобы успеть выйти к прорывающимся танкам, бойцам бригады приходилось буквально тащить орудия на руках, преодолевая сугробы. С немецкой стороны на этом направлении шло более 40 тяжёлых танков (Pz. V «Пантера» и Pz. VI «Тигр») из состава батальонов майора Поля и майора Бока, входивших в состав танкового полка дивизии «Великая Германия» (полковник Бруно Каль), а также штурмовые орудия.
Советские артиллеристы, с ходу заняв позиции почти на голой местности, подбили сразу несколько танков и самоходок противника. Машины остановились, и перегруппировавшись, снова пошли в наступление. Лизюков приказал подпускать их ближе и расстреливать с близких дистанций. Концентрированный огонь танковых орудий и самоходок наносил бригаде (которая, скорее всего, даже не успела вырыть капонирчики для орудий) большие потери. В частности, в двух батареях были убиты все офицеры. Ожесточённый бой длился до самого вечера 30 января. Подожжённые немецкие танки, самоходки и бронетранспортёры, словно огромные факелы, горели, освещая всю округу и помогая прицеливаться артиллеристам. Прорваться на этом участке им не удавалось…
Тем не менее, немецкие танковые атаки продолжались. Бой на этом направлении вступил в критическую фазу. Находясь в расположении штаба 26-й гвардейской стрелковой дивизии и увидев отступавших со стороны Хонигбаума пехотинцев, П. И. Лизюков с автоматом в руках бросился навстречу бойцам, остановил их и, организовав оборону, сам лёг за пулемёт, открыв огонь по приближающейся пехоте противника. Своего водителя и адъютанта на командирской легковушке комбриг отправил в тыл к другим полкам бригады. Учитывая большие потери в офицерском составе бригады (Лизюков находился в одной из батарей 1309-го истребительно-противотанкового артиллерийского полка (иптап)), комбриг, вместо того, чтобы вернуться на командный пункт, встал к одному из орудий, где был убит командир расчёта. Вместе с наводчиком рядовым С. Т. Котенко и комсоргом 1309-го иптап ст. лейтенантом С. Петропавловским он начал вести огонь по танкам. Орудию Лизюкова удалось подбить ещё один танк. Время от времени комбриг ложился за пулемёт и пытался отсечь пехоту противника. Но несмотря на огонь бригады, немецкая техника постепенно подходила к огневым позициям артиллеристов. В итоге одному из танков удалось прорваться к огневым позициям и с близкой дистанции расстрелять орудие, возле которого находился комбриг.
Немецкая техника фактически прорвала оборону 1309-го полка. Тем не менее, свободно пройти на этом направлении не удавалось из-за отчаянного сопротивления артиллеристов. Танковый корпус «Великая Германия» на направлении 1309-го полка потерял не менее 15 танков и самоходок (Pz.IV, Pz. V «Panther», StuG III), из которых порядка трёх «Тигров» и трёх самоходок-истребителей танков «Jagdpanzer IV».
Только в бою с двумя артполками 46-й бригады Лизюкова П. И. и артиллеристами 26-й дивизии немецкие танковые батальоны потеряли около 30 машин (из них безвозвратно — несколько Pz. VI «Тигр»), то есть почти треть всего танкового полка «Великая Германия». Итог этого дня был не менее тяжёлым для советских войск. Немцы сумели восстановить связь с Кёнигсбергом, а советским частям в ночь на 31 января пришлось окончательно отступить к Зеепотену — на позиции, которые они занимали ещё утром 29 января. 26-я гвардейская стрелковая дивизия потеряла за один день убитыми, пропавшими без вести и ранеными более 800 человек, а попавшие в окружение бойцы дивизии ещё в течение суток пытались выйти к линии фронта. В результате дивизию полностью вывели во второй эшелон. С учётом потерь вечерних и ночных боёв 36-й гвардейский корпус за день потерял более 1 тыс. человек.
Позднее командиру 46-й истребительно-противотанковой бригады полковнику Петру Ильичу Лизюкову указом Президиума Верховного Совета СССР от 19 апреля 1945 года «За исключительно умелое управление частями бригады, личную храбрость и геройство, в результате чего противнику нанесены большие потери», было посмертно присвоено звание Героя Советского Союза.

## Награды и звания
- Герой Советского Союза (19.04.1945, посмертно, медаль «Золотая Звезда»)[2];
- Орден Ленина (19.04.1945, посмертно)[2];
- Два ордена Красного Знамени (6.11.1942[3], 01.10.1944[4]);
- Орден Кутузова II степени (22.06.1944);
- Орден Отечественной войны I степени (22.07.1943)[5];
- Орден Красной Звезды (03.11.1944);
- Орден «Знак Почёта» (1936);
- Медаль «За оборону Сталинграда»  (04.07.1943).

## Память

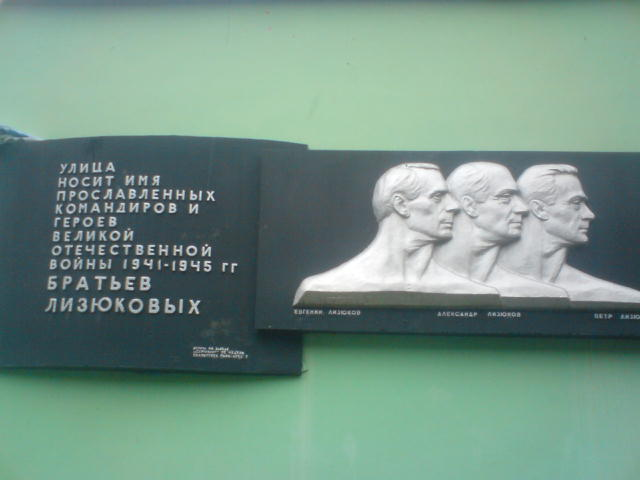
Мемориальная доска в Гомеле на улице Братьев Лизюковых

- Похоронен в посёлке Ушаково Гурьевского района Калининградской области[6].
- В Гомеле именем братьев Лизюковых названа улица.
- В ГУО "Гимназия № 36 г. Гомеля имени И. Мележа" (Гомель, ул. Братьев Лизюковых, 16) открыт музей братьев Лизюковых[7]; на здании гимназии установлена мемориальная доска[8].
- В честь его имени назван рыболовецкий траулер Калининградской рыболовной флотилии.
- навечно занесен в списки части
- В 2019 году в Гомеле на площади Победы был установлен памятный знак братьям Лизюковым[9][10].
- Мурал братьям Лизюковым (Евгений, Александр и Пётр) на здании в Чечерске (2024)[11].